# 第6装甲擲弾兵師団 (ドイツ連邦陸軍)
第6装甲擲弾兵師団（ドイツ語：6. Panzergrenadierdivision）は、ドイツ連邦陸軍の師団のひとつ。1997年9月に解散した。師団の部隊は主にシュレースヴィヒ＝ホルシュタイン州および自由ハンザ都市ハンブルクに駐屯していた。

## 歴史

### 第1次・第2次編制
1956年10月1日、ハンブルクにあった第3装甲師団司令部を母体に第6擲弾兵師団が編成される。1958年に師団司令部はノイミュンスターに移転する。師団はA6戦闘群、B6戦闘群および第6砲兵連隊を基幹に、その他直轄部隊から成っていた。
- 師団司令部中隊
- A6戦闘群　在フレンスブルク
- B6戦闘群　在ノイミュンスター
- 第3 / 第6砲兵連隊
- 第16擲弾兵大隊
- 第26擲弾兵大隊
- 第31擲弾兵大隊
- 第46擲弾兵大隊
- 第3駆逐戦車大隊
- 第6装甲工兵大隊
- 第6通信大隊
- 第6防空大隊
- 第3 / 第6衛生大隊
- 1B軍楽隊（のちに第6軍楽隊）

1958年に師団は第1軍団に所属し、必要に応じて防衛任務に就く場合ユトランド・シュレースヴィヒ＝ホルシュタイン連合陸上部隊司令部（LANDJUT）の指揮下に入る。

### 第2次から第4次編制
1959年2月に第6装甲擲弾兵師団に改称・改組した。これによりA6戦闘群は第17装甲擲弾兵旅団に改称・改編しハンブルクに配置され、第3擲弾兵大隊、第13擲弾兵大隊、第3装甲大隊、第3砲兵大隊を母体に新部隊ができる。A6戦闘群を基に第16装甲擲弾兵旅団を編成。B6戦闘群は第18装甲旅団に改称・改編した。さらに師団は平時に第1軍団を離れ、連邦国防省直轄部隊となる。戦時には第1軍団の指揮統制を受け、シュレースヴィヒ＝ホルシュタイン地域軍の第51郷土防衛旅団が配属される予定になっていた。
- 第16装甲擲弾兵旅団
  - 第161擲弾兵大隊
  - 第162擲弾兵大隊
  - 第163擲弾兵大隊
  - 第166補給大隊
- 第17装甲擲弾兵旅団
  - 第171装甲擲弾兵大隊
  - 第172装甲擲弾兵大隊
  - 第173装甲擲弾兵大隊
  - 第174戦車大隊
  - 第177野戦砲兵大隊
  - 第176補給大隊
- 第18装甲旅団
  - 第182装甲擲弾兵大隊
  - 第183戦車大隊
  - 第184戦車大隊
  - 第185装甲砲兵大隊
  - 第186補給大隊
- 第6砲兵連隊
  - 第61野戦砲兵大隊
  - 第62ロケット砲兵大隊
  - 第63観測大隊
  - 第650ロケット砲兵大隊
  - 第610警備大隊
- 第6装甲偵察大隊
- 第6通信大隊
- 第6工兵大隊
- 第6補給中隊
- 第6軍楽隊

1960年秋に師団は北大西洋条約機構に結合される。同年のNATO機動演習「ホールド・ファスト（Hold Fast）」では重要な役割を担った。本師団はユトランド・シュレースヴィヒ＝ホルシュタイン連合陸上部隊司令部のドイツ担当部隊としての役割を担う。

### 第5次編制
1994年に陸軍第5次編制の枠組みで師団は再編成される。これにより第1防衛管区司令部 / 第6装甲擲弾兵師団となりキールに司令部を移す。これにより隷下旅団の再編成も実施され、他の師団に配転される。1997年秋に第1防衛管区司令部 / 第6装甲擲弾兵師団は解散することになり、師団の伝統は第1防衛管区司令部に継承される。

### 実働任務
災害救助
1959年にバート・ゼーゲベルクとテンスフェルトの山火事に出動。
1962年の1962年洪水で出動（de:Sturmflut 1962）
1976年1月、シュレースヴィヒ＝ホルシュタイン州の洪水に出動。

## 歴代師団長
| 代 | 氏名                                                                        | 着任           | 離任          |
| -- | --------------------------------------------------------------------------- | -------------- | ------------- |
| 1  | ペーター・フォン・デア・グレーベン陸軍少将 Peter von der Groeben            | 1958年11月1日  | 1962年2月6日  |
| 2  | ヴェルナー・ハーグ陸軍少将 Werner Haag                                      | 1962年2月7日   | 1965年8月31日 |
| 3  | ゲルト・ニエポルト陸軍少将 Gerd Niepold                                     | 1965年9月1日   | 1968年9月30日 |
| 4  | カール・シュネル陸軍少将 de:Karl Schnell (General)                          | 1968年10月1日  | 1970年9月30日 |
| 5  | フランツ＝ヨーゼフ・シュルツェ陸軍少将 de:Franz-Joseph Schulze              | 1970年12月15日 | 1973年3月31日 |
| 6  | コンラート・マンタイ陸軍少将 de:Konrad Manthey                              | 1973年4月1日   | 1978年3月31日 |
| 7  | ハンス＝ヨアヒム・マク陸軍少将 de:Hans-Joachim Mack                         | 1978年4月1日   | 1979年9月24日 |
| 8  | コンラート・マンタイ陸軍少将 Konrad Manthey                                 | 1979年9月25日  | 1983年3月31日 |
| 9  | ディター・クラウス陸軍少将 de:Dieter Clauss                                 | 1983年4月1日   | 1984年3月31日 |
| 10 | ヴォルフガング・マレヒャ陸軍少将 Wolfgang Malecha                           | 1984年4月1日   | 1986年3月31日 |
| 11 | クラウス＝クリストフ・シュタインコップフ陸軍少将 Klaus-Christoph Steinkopff | 1986年4月1日   | 1990年9月30日 |
| 12 | ユルゲン・フォン・ファルケンハイン陸軍少将 Jürgen von Falkenhayn            | 1990年10月1日  | 1995年9月30日 |
| 13 | マンフレート・ディートリッヒ陸軍少将 Manfred Dietrich                       | 1995年10月1日  | 1997年9月     |